# Izrael w Egipcie (epos)
Izrael w Egipcie (ang. Israel in Egypt) – poemat angielskiego poety romantycznego Edwina Atherstone’a, oparty na biblijnej Księdze Wyjścia, opowiadający o ucieczce Izraelitów z niewoli u faraona. Utwór, którego głównym bohaterem jest Mojżesz, należy do najdłuższych eposów napisanych w języku angielskim.

## Charakterystyka ogólna

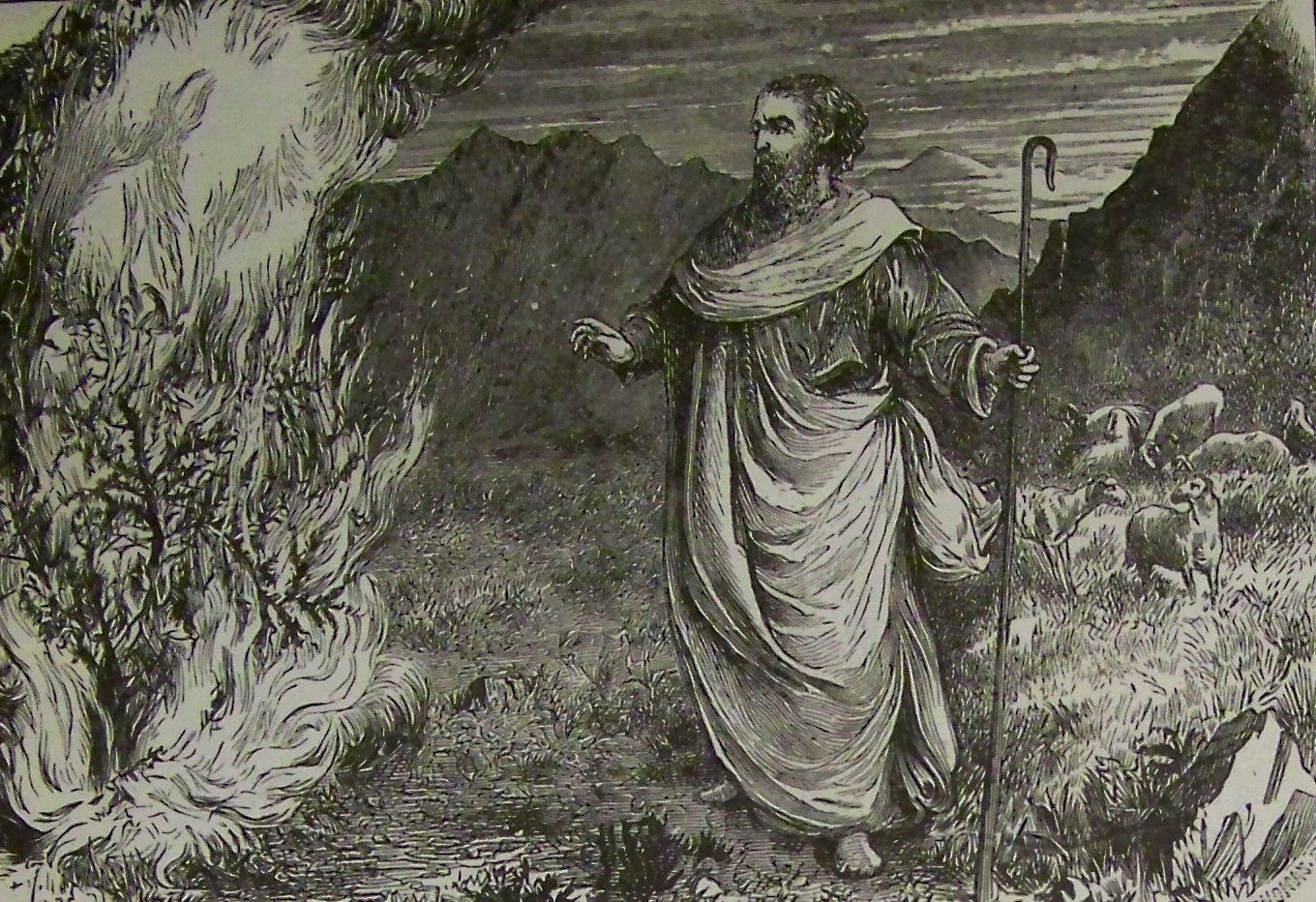
Bóg ukazuje się Mojżeszowi w płonącym krzewie (rycina z wydania Biblii, 1890)

Izrael w Egipcie jest dziełem bardzo obszernym. Składa się z dwudziestu siedmiu ksiąg i liczy blisko dwadzieścia tysięcy wersów. Utwór został wydany w roku 1861, a więc po czterdziestu latach od debiutu pisarza. Stanowi on rozwinięcie motywów przedstawionych w drugiej księdze Starego Testamentu. Opisuje historię Mojżesza, którego Bóg wybrał na wyzwoliciela Narodu Wybranego z niewoli egipskiej. Epos rozpoczyna się opisem wygasłej gwiazdy. W tym wstępie poeta odwołuje się do ustaleń dziewiętnastowiecznej nauki, zwłaszcza astronomii i paleontologii, porównując wystygły rdzeń gwiazdy do szkieletu mastodonta. Gwiazda ta staje się mieszkaniem upadłych aniołów, wypędzonych sprzed oblicza Boga za ich nieposłuszeństwo.
Izrael w Egipcie był ostatnim wielkim przedsięwzięciem Edwina Atherstone’a w dziedzinie epiki wierszowanej. Po wydaniu poematu w 1861 roku autor zajął się poszerzaniem Upadku Niniwy, przez co utwór ten stał się rzeczywiście dziełem życia poety, jak to określił recenzent ze Spectatora. Izrael w Egipcie jest niewątpliwie eposem, ponieważ pokazuje naród w przełomowej dla niego chwili oraz jego przywódcę, co stanowi cechę charakterystyczną tego gatunku.

## Inspiracja

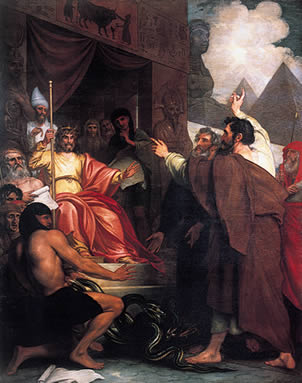
Mojżesz i Aaron przed obliczem faraona (mal. Benjamin West)

Izrael w Egipcie bazuje na biblijnym opisie życia Mojżesza i jego działalności w Egipcie, przekazanym w Księdze Wyjścia. Punktem odniesienia dla eposu Atherstone’a jest również Raj utracony Johna Miltona, opowiadający o buncie aniołów i grzechu pierworodnym. Między dziełami tych obu poetów zachodzą liczne podobieństwa, zarówno w sferze formy, jak i treści. Anonimowy recenzent Upadku Niniwy zestawił ich, podkreślając, że autor Raju utraconego jest większym poetą niż twórca poematu o zdobyciu asyryjskiej stolicy.
Izrael w Egipcie jest też prawdopodobnie ostatnim tak długim i tak konsekwentnie opartym na przekazie Pisma Świętego utworem w literaturze angielskiej. Przemysław Mroczkowski stwierdził, iż Anglicy, jakkolwiek wychowani na Biblii, w XIX wieku jako pierwsi zaczęli wątpić w prawdziwość jej przekazu, w czym ważną rolę odegrał Charles Darwin i jego teoria ewolucji. Odwrót od Pisma Świętego skutkował dużo mniejszym niż wcześniej zaangażowaniem poetów w tworzenie wierszy i poematów nawiązujących do motywów ze Starego i Nowego Testamentu. Historia opisana w Księdze Wyjścia była inspiracją dla bardzo wielu twórców, literatów, malarzy i muzyków (a w wieku XX również filmowców), w tym dla Georga Friedricha Händla, kompozytora oratorium Israel in Egypt. Współcześnie wyjście z Egiptu stało się tematem serialu Mojżesz prawodawca z Burtem Lancasterem w roli głównej.

## Forma

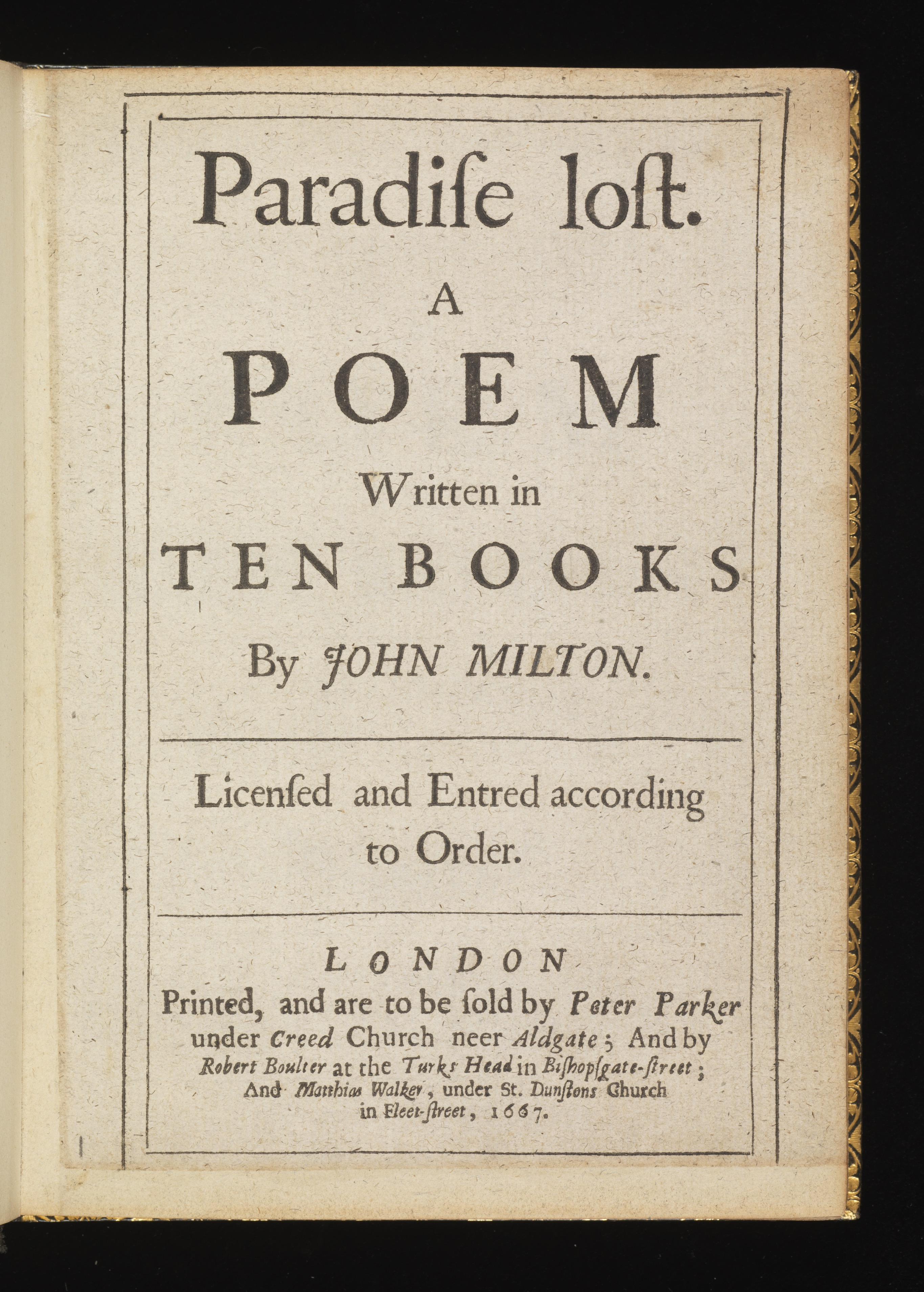
Strona tytułowa pierwszego wydania Raju utraconego Johna Miltona, eposu napisanego białym wierszem

Izrael w Egipcie, podobnie jak inne poematy epickie Atherstone’a (Ostatnie dni Herkulanum i monumentalny Upadek Niniwy), został napisany wierszem białym, czyli blank versem, to znaczy nierymowanym pentametrem jambicznym – mówiąc prościej dziesięciozgłoskowcem, w którym akcenty padają na parzyste sylaby wersu. Stosując blank verse Atherstone nawiązuje do długiej tradycji wykorzystywania tego typu wiersza w angielskiej twórczości epickiej i dramatycznej, zapoczątkowanej w połowie szesnastego wieku przez Henry’ego Howarda, hrabiego Surrey i kontynuowanej przez Thomasa Kyda, Christophera Marlowe’a, Williama Shakespeare’a, Johna Miltona (w Raju utraconym) i Johna Keatsa.
W utworze swym Atherstone stosuje długie wyliczenia, na przykład: Our horses, oxen, houses, mules, or dogs (Księga piętnasta), albo: Over the sprightly youths, and haughty men; Over all rulers, judges, princes, priests. Autor posługuje się też paralelizmem składniowym wprowadzanym anaforą, czyli powtarzaniem tego samego słowa na początku kolejnych wersów. Niekiedy w poemacie można spotkać również epiforę, czyli powtarzanie słowa na końcu wersu. Poeta wykorzystuje też budujące napięcie sekwencje pytań i odpowiedzi. Urozmaica składniowy tok wiersza stosując przerzutnię (enjambment), na przykład By the Omnipotent sent,/Nought can I fear (Księga piąta).
Ozdobnikiem bywa u Atherstone’a aliteracja, czyli zestawianie słów rozpoczynających się tą samą głoską: Sesostris, Splendor of the Sun (Księga trzecia), mere mortal means (Księga siedemnasta), Flame-faced, and frenzy--eyed, he started up (Księga szesnasta), Omnipotent,/Omniscient, Omnipresent, evermore! (Księga ósma).
Poeta wykorzystuje też rozbudowane, tak zwane homeryckie porównania. Niektóre z nich stanowią dłuższy fragment tekstu, jak np. w Księdze czternastej, gdzie jedna z plag zesłanych przez Boga przyrównana została do wybuchu sycylijskiej Etny.

## Treść

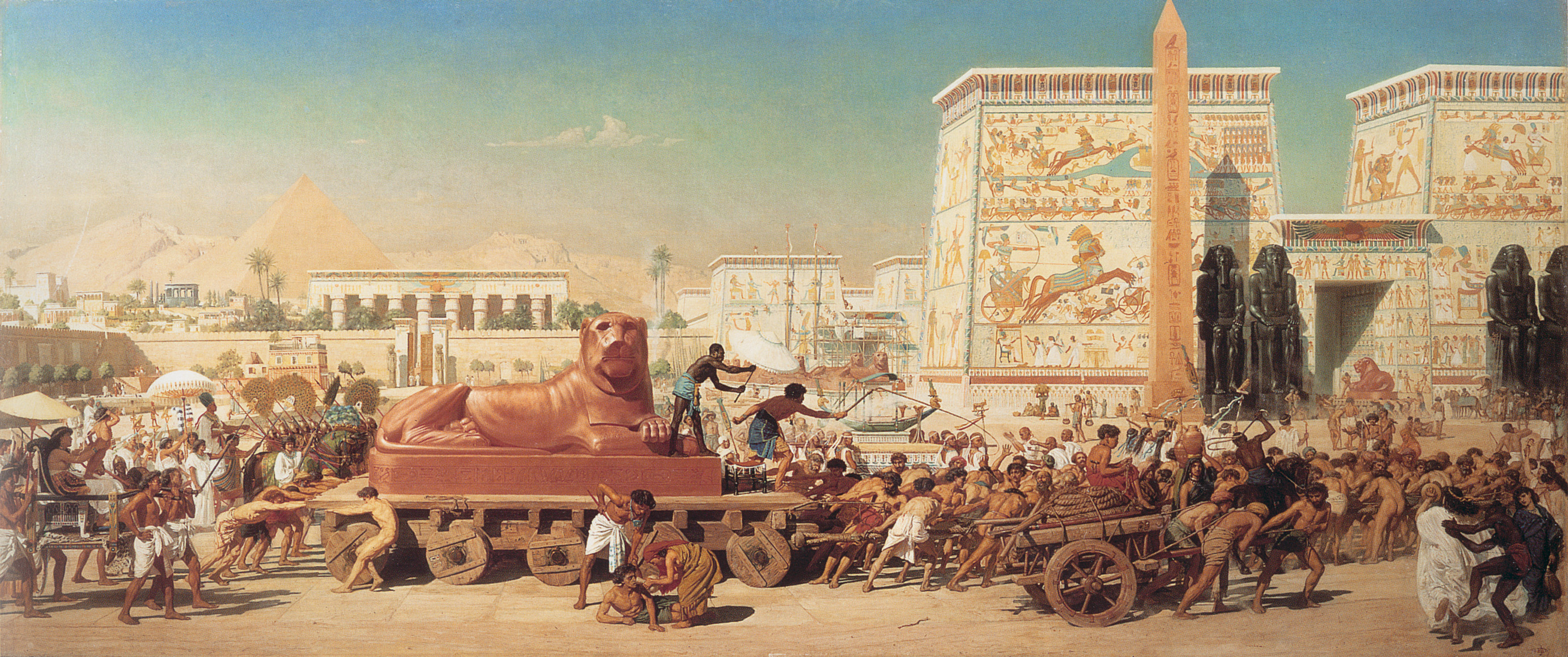
Izraelici w Egipcie (mal. Edward Poynter, 1867)

Zarys akcji eposu został przejęty ze Starego Testamentu. Tematem jest walka Mojżesza o uwolnienie Żydów z niewoli w Egipcie, gdzie byli wykorzystywani jako siła robocza przy realizacji ambitnych projektów władcy. Wersety trzynasty i czternasty Księgi Wyjścia mówią, że Egipcjanie zmuszali Izraelitów do ciężkiej pracy, zwłaszcza przy wyrobie cegieł. Głównym motywem eposu są opisane w Biblii plagi egipskie, na przykład gradobicie przedstawione w Księdze osiemnastej.
Ważne miejsce zajmują opisy tego, w jaki sposób Mojżesz lub Aaron dokonują cudów. Przykładem może być chwila, kiedy Aaron uderzeniem kostura w ziemię z pyłu stwarza pasożyty. Kulminacyjny moment stanowi przeprawa przez Morze Czerwone, które rozstępuje się przez Izraelitami.

## Bohaterowie
- Mojżesz jest głównym bohaterem poematu. W Księdze pierwszej jest wspomniany jako dziecko w cudowny sposób uratowane od śmierci w kołysce puszczonej na wodę[24] i odnalezionej przez córkę władcy Egiptu:

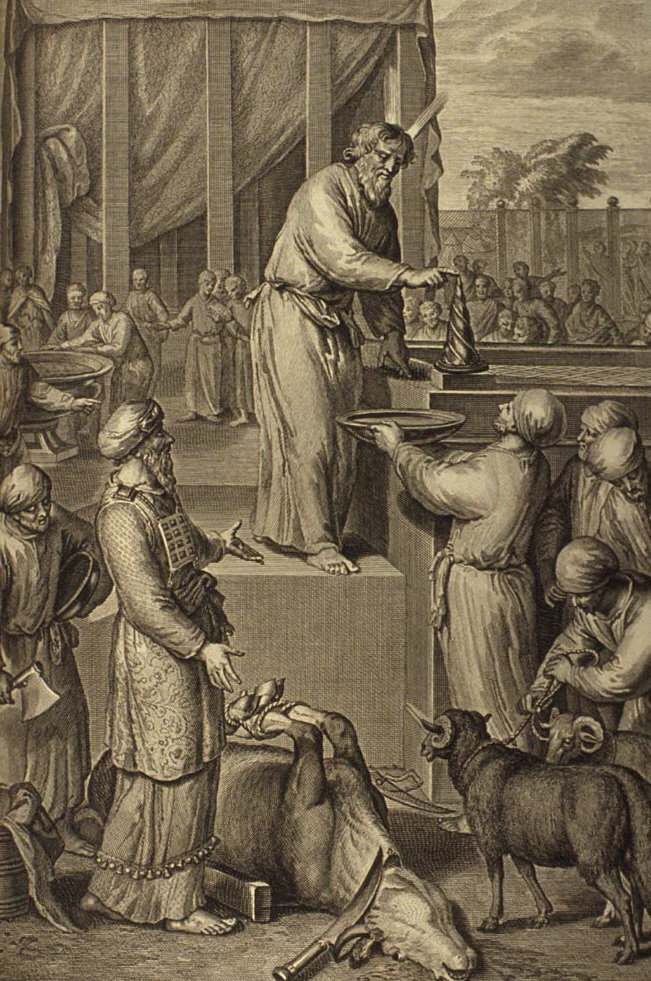
Mojżesz namaszcza Aarona na arcykapłana

- Aaron jest bratem Mojżesza i jego wiernym towarzyszem w wypełnianiu Bożych rozkazów. Mojżesz rozmawia z faraonem prawie zawsze w obecności Aarona.
- Faraon, Sesostris, jest władcą absolutnym, nieznoszącym sprzeciwu. Nie zamierza uwolnić on Izraelitów. Nie reaguje ani na argumenty przedstawiane przez Mojżesza, ani na plagi zesłane przez Boga. Atherstone podkreśla, podobnie jak Milton w Raju utraconym, rolę Kusiciela, upadłego anioła, który podjudza Faraona i innych Egipcjan do nienawiści wobec Mojżesza, Aarona i całego narodu izraelskiego.
- W utworze przedstawione są również liczne inne osoby, przede wszystkim książęta, dworzanie faraona, egipscy kapłani, czarownicy, sędziowie, zarządcy, żołnierze, jak również Izraelici.

## Miejsce w kulturze angielskiej
Wielka epika historyczna pozostaje w związku z aktualnymi sprawami określonej społeczności. W przypadku Brytyjczyków, jak to podkreśla Przemysław Mroczkowski, odwoływanie się do tradycji biblijnej budowało mit bycia narodem wybranym w czasach nowożytnych na wzór Izraelitów w starożytności. Mroczkowski dodaje, że takie myślenie było niezwykle groźne, ponieważ mogło prowadzić do nacjonalizmu. Trzeba dodać, że w ewangelickiej kulturze anglosaskiej mocniej niż w katolicyzmie nawiązywano do Starego Testamentu, czego wyrazem jest do dzisiaj nadawanie dzieciom imion patriarchów i proroków, jak na przykład Abraham (Abraham Lincoln), Dawid (David Bowie), Aaron (Aaron Spelling), czy Eliasz (Elijah Wood), jak również Mojżesz (John Moses Browning).